# Werner Steeger
Werner Steeger (* 31. Mai 1958) ist ein ehemaliger deutscher Fußballspieler.

## Karriere
Werner Steeger spielte für Bayer 05 Uerdingen in der Bundesliga, im Alter von 17 Jahren und vier Monaten debütierte er als einer der jüngsten Spieler in der Geschichte des Wettbewerbs am letzten Spieltag der Bundesliga-Spielzeit 1975/76 bei der 0:2-Niederlage gegen den MSV Duisburg in der höchsten deutschen Spielklasse als Einwechselspieler. Nach dem Abstieg des Klubs rückte er wieder in die zweite Reihe, erst nach dem zwischenzeitlichen Wiederaufstieg kam er in der Spielzeit 1980/81 zu seinem zweiten Ligaspiel für die Profimannschaft. Abermals war er beim bereits als Absteiger feststehenden Klub am letzten Spieltag, dieses Mal bei einer 0:4-Niederlage gegen den FC Bayern München eingewechselt worden. Dieses Mal gehörte er jedoch unter Trainer Werner Biskup in der 2. Bundesliga zeitweise zur Startformation, in 14 Spieleinsätzen trug er das Trikot des am Saisonende als Tabellenzwölfter platzierten Vereins.
Im Sommer 1982 wechselte Steeger innerhalb der 2. Bundesliga zur SG Wattenscheid 09. Zunächst spielte er mit der Mannschaft gegen den Abstieg in die Drittklassigkeit, ehe sie sich im dritten Jahr von Trainer Fahrudin Jusufi und dessen Nachfolger Hans-Werner Moors im mittleren Tabellenbereich etablierte. Dabei war Steeger über weite Strecken Stammspieler gewesen. Nach der Verpflichtung von Gerd Roggensack als neuem Übungsleiter zu Beginn der Zweitliga-Spielzeit 1988/89 rückte er ins zweite Glied, beim Erreichen des vierten Tabellenplatzes war er in 16 Saisonspielen auf dem Platz gestanden. Nach der Saison verließ er den Bochumer Klub.
Steeger spielte anschließend noch für Viktoria Goch, wo er um die Jahrtausendwende auch als Spielertrainer reüssierte.